# Витебск (станция)
Ви́тебск — неэлектрифицированная узловая железнодорожная станция Витебского отделения Белорусской железной дороги, расположенная в одноимённом городе.

## История
Открыта в составе Динабурго-Витебской железной дороги в 1866 году. В 1868 году открыто движение по Витебско-Орловской железной дороге. С 1895 года в составе Риго-Орловской железной дороги.
В 1902 году с открытием ветки Витебск — Жлобин стала узловой станцией.
В 1904 году открыто движение по линии Санкт-Петербург — Царское Село — Павловск II — Дно — Новосокольники — Витебск, построенной обществом Московско-Виндаво-Рыбинской железной дороги.

## Железнодорожный вокзал
Первое здание вокзала станции Витебск было построено в 1866 году, в 1912 году оно было достроено.
В ходе Великой Отечественной войны старое здание вокзала было полностью разрушено. Современный терминал был построен в 1952 году, арх. Мезенцев Б. С.
В конце 2009 года начата реконструкция здания вокзала. На первом этапе было отремонтировано правое крыло здания. По состоянию на 2012 год ремонт здания вокзала окончен. Введено новое здание пригородных касс, в котором также имеется буфет, отделение банка и парикмахерская. В основном здании вокзала работают два панорамных лифта. Перроны и переходный путепровод накрыты светопроницаемыми навесами.

## Движение и путевое развитие
Станция обслуживает сразу несколько направлений:
- на север — на Езерище и Невель;
- на северо-запад — на Полоцк;
- на юг — на Оршу;
- на юго-восток — на Заольшу и Рудню.

## Фотогалерея
- Здание вокзала, около 1904—1917 годов.
- Перевозка советских военнопленных немцами на станции, сентябрь 1941 года.
- Станция Витебск, 2009 год
- Станция Витебск, 2009 год
- Станция Витебск, 2009 год
- Здание вокзала после ремонта, 2011 год

## Архивные источники
- Об открытии движения по участку Динабурго-Витебской ж. д. от Полоцка до Витебска 5 октября: доклад № 25, 5 октября 1866 г. //   РГИА. Ф. 446. Оп. 26. Д. 13.
- Об открытии движения на участке Витебско-Орловской ж. д. между Витебском и Рославлем 10 октября: доклад № 36, 11 октября 1868 г. //   РГИА. Ф. 446. Оп. 26. Д. 15.
- О передаче в эксплуатацию и недоделках по Витебск-Жлобинской линии Риго-Орловской железной дороги //   РГИА. Ф. 274. Оп. 2. Д. 505.
- Об открытии движения на Витебско-Жлобинской железной дороге, впоследствии вошедшей в состав Риго-Орловской ж. д.: доклад № 27, 17 января 1903 г. //   РГИА. Ф. 446. Оп. 31. Д. 7.
- Об открытии движения на участках Петербургско-Витебской железной дороги (Царское Село — Дно и Новосокольники — Витебск): доклад № 174, 8 октября 1904 г. //   РГИА. Ф. 446. Оп. 31. Д. 12.